# چبیکو، شهرستان کروسنو ادرزانسکیه
چبیکو، شهرستان کروسنو ادرزانسکیه (به لاتین: Trzebiechów, Krosno Odrzańskie County) یک سکونتگاه مسکونی در لهستان است که در Gmina Maszewo, Lubusz Voivodeship واقع شده‌است.

## گزشته
قبل از سال 1945 روستای تربشن بخشی از آلمان (استان براندنبورگ) بود.1